# Serra del Meüll
La Serra del Meüll és una serra del municipi de Castell de Mur, al Pallars Jussà, dins del terme antic de Mur. Està situada a la part central d'aquest antic terme.
En el seu extrem de ponent, i al nord-oest de la serra, hi ha l'antic poble que li dona el nom: el Meüll.
És una serra formada per una carena bastant igualada en el seu cim, que s'estén de llevant a ponent, i assoleix els 1.055,5 m. alt. a la seva part oriental. Per aquest mateix costat enllaça amb la Cornassa i el Serrat Rodó, que baixa cap a Vilamolat de Mur, poble que també queda als peus de la serra, al nord-est. Cap al sud-est, a través de la Roca de la Quadra enllaça amb el turó de les Mosques i Miravet.